# Appu-Märchen
Das Appu-Märchen ist eine hurritsche Geschichte um den Helden Appu und seine beiden Söhne „Schlecht“ und „Gerecht“. Die Geschichte ist nur bruchstückhaft erhalten. Möglicherweise ist das Fragment des Märchens Der Fischer und die Kuh eine Fortsetzung des Appu-Märchens.
Der Text des Appu-Märchens (CTH 360) wurde in den Archiven der hethitischen Hauptstadt Ḫattuša gefunden. Er ist eine Übersetzung des ursprünglich hurritschen Märchens ins Hethitische. Die Geschichte beginnt mit einem Prolog, dass gute Menschen erhöht, schlechte aber wie Holz gefällt würden. Dann werden die sexuellen Probleme Appus mit seiner Frau thematisiert und dass er deswegen kinderlos sei. Dennoch zeugt er mit Hilfe des Sonnengottes zwei Söhne, die er „Schlecht“ und „Gerecht“ nennt und die sich um das Erbe streiten.